# Зъбен емайл
Зъбният емайл (често само емайл) е външната защитна обвивка на клиничната коронка на зъбите на човека и на много животни.
Емайлът е най-твърдото и най-високо минерализираното вещество в човешкото тяло и една от главните тъкани в състава на зъба, заедно с дентина, зъбния цимент и зъбната пулпа. Той е видим и е подкрепен от скрития под него дентин. 96% от емайла е съставен от минерали, а останалите 4% от вода и органични вещества.
Нормалният цвят на емайла варира от светло-жълт до сивкаво-бял. По ръба на зъбите, където няма дентин под емайла, цветът му понякога има син нюанс. Тъй като емайлът е полупрозрачен, цветът на дентина и на което и да е лекарствено вещество под него оказват силно влияние върху външния вида на зъба. Емайлът варира в дебелина на повърхността на зъба и е често най-дебел на върха на коронката (около 2,5 mm) и е най-тънък на границата, която се нарича циментоемайлна връзка (ЦЕВ).